# Philippe de Navarre
Philippe de Navarre, comte de Longueville, est né en 1336, et mort en 1363.

## Biographie
Fils de Philippe III de Navarre et de Jeanne II de Navarre. Il est le frère de Charles le Mauvais prétendant malheureux à la couronne de France.
En 1353, avec son frère Charles de Navarre, il prit ses distances avec le roi Jean II le bon. Après son mariage avec Yolande de Dampierre, veuve du comte Henri IV de Bar, il prit part en octobre à la défense de ce comté envahi par les Lorrains ; voulant gouverner ce comté, il est arrêté par Henri de Bar, seigneur de Pierrefort, et emprisonné.
Charles de Navarre est soigneusement tenu à l'écart du conseil du roi et Charles de La Cerda, dit Charles d'Espagne, s'active à détricoter son réseau de fidèles. Évidemment, tout cela ne peut qu'en faire l'ennemi mortel du parti navarrais, qui répand des rumeurs calomnieuses d'homosexualité pour expliquer ses liens avec le roi.
Quand le roi de France accorde à son favori le comté d'Angoulême et la charge de connétable, Charles de Navarre, se voit écarté des affaires du royaume et son ressentiment contre Jean le Bon augmente d'autant que le connétable est d'un rang très inférieur au sien. Le roi n'avait toujours pas versé la dot promise un an auparavant lors du mariage et n'avait pas encore donné les possessions promises à son gendre (les châtellenies de Beaumont et de Pontoise).
Au printemps 1353, une empoignade oppose Philippe de Navarre, au connétable, dans les appartements du roi. Le favori l'accuse d'être un faux-monnayeur et un menteur patenté. Excédé, Philippe tire sa dague et menace le favori du roi. Jean le Bon ramène Philippe de Navarre à la raison. Le connétable quitte la scène sous les insultes de l'outragé qui crie vengeance.
Philippe de Navarre se retire sur ses terres de Normandie. Il apprend, le 8 janvier 1354, que Charles d'Espagne est en Normandie et qu'il va passer la nuit à l'auberge de la « Truie-qui-File », à L'Aigle. Il prévient alors son frère qui décide de passer à l'action.

### Assassinat de Charles de La Cerda
Le 8 janvier 1354, à la tombée de la nuit, des cavaliers de Charles de Navarre encerclent l'auberge de «La Truie-qui-File» à L'Aigle pour se saisir de la personne du connétable.
Charles le Mauvais reste  prudemment à l'écart. Le connétable est dans sa chambre avec quelques fidèles. Alarmé par l'arrivée de la troupe, il se précipite à la fenêtre et constate avec effroi que le piège vient de se refermer. Il est trop tard : l'un de ses valets a ouvert la porte d'entrée extérieure, le connétable essaye de se cacher sous le lit mais Philippe de Navarre et ses hommes le tirent de sa cachette. Le connétable, molesté, injurié tombe à genoux et les mains jointes, supplie les Navarrais de l'épargner. Charles le Mauvais toujours à l'écart envoie un homme faire part de son impatience. Le message est mal compris par Philippe de Navarre (qui n'attendait que ça) et Charles de La Cerda est alors lardé de coups d'épées (plus de quatre-vingts plaies seront répertoriées sur son corps).

### Arrestation de Charles le Mauvais

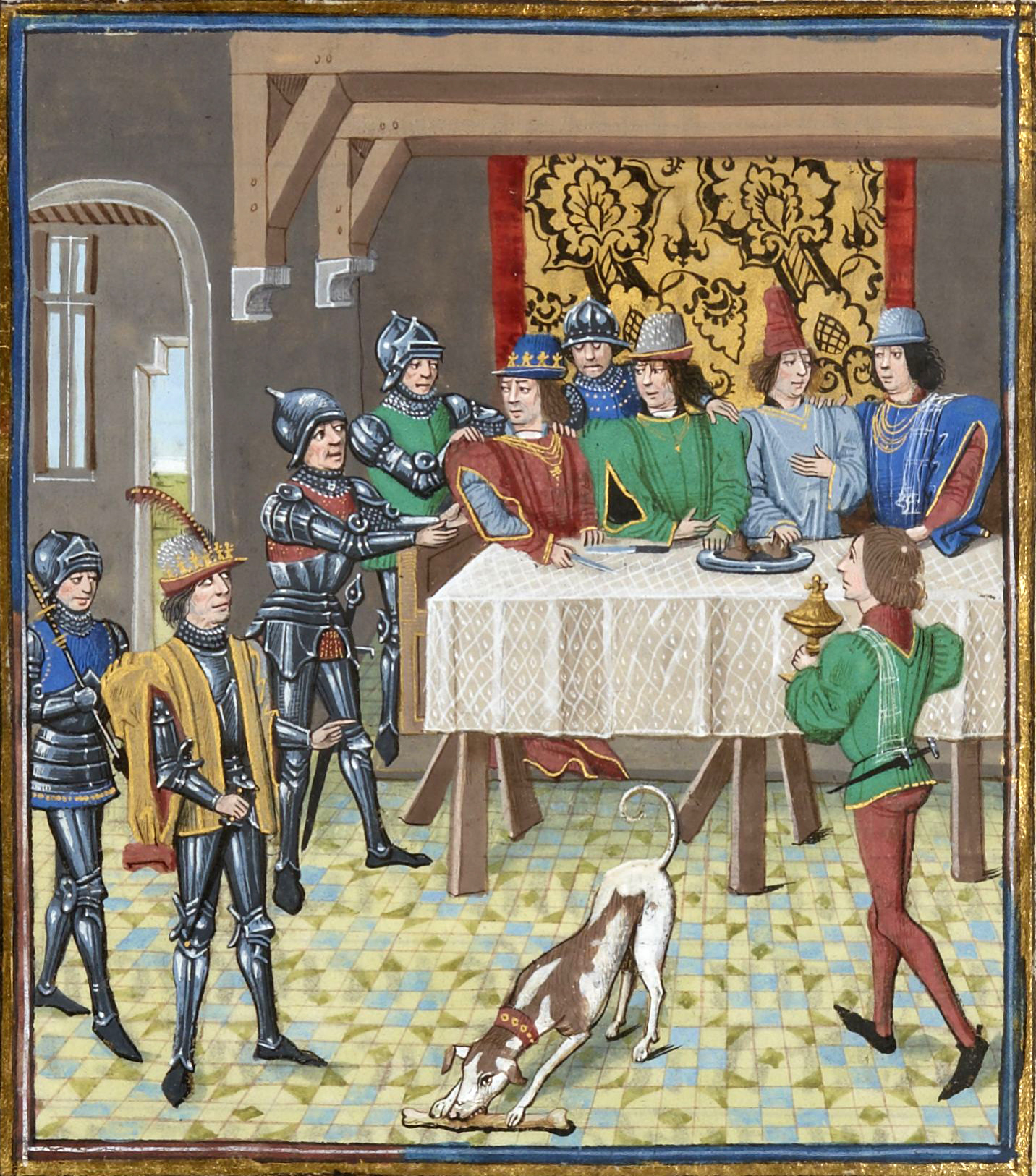
Arrestation de Charles le Mauvais dans la grande salle du logis royal du Château de Rouen

Deux ans plus tard Jean le Bon est averti d'un complot de partage du pays, ourdi par Charles le Mauvais et les Anglais à Avignon, et se décide à mettre le Navarrais hors d'état de nuire. Le 5 avril 1356, il arrête Charles de Navarre lors d'un banquet au château de Rouen devant toute la noblesse normande. Excédé par les complots de son cousin avec les Anglais, le roi laisse éclater sa colère qui couve depuis la mort, en janvier 1354, de son favori, le connétable Charles de La Cerda. Charles de Navarre est incarcéré  à la forteresse d'Arleux, près de Douai, en terre d'empire.

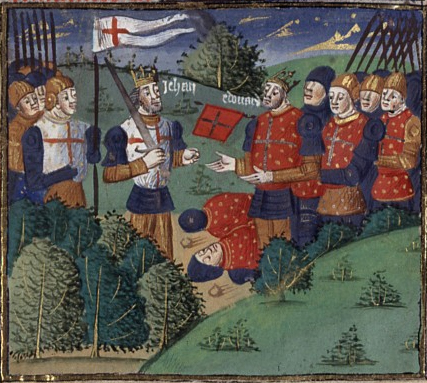
Reddition de Jean le Bon, à la bataille de Poitiers

Incarcéré, Navarre gagne en popularité ; ses partisans le plaignent et réclament sa liberté. La Normandie gronde et nombreux sont les barons qui renient l'hommage prêté au roi de France et se tournent vers Édouard III d'Angleterre. Pour eux, Jean le Bon a outrepassé ses droits en arrêtant un prince avec qui il a pourtant signé la paix. Pire encore, ce geste est perçu par les Navarrais comme le fait d'un roi qui se sait illégitime et espère éliminer un adversaire dont le seul tort est de défendre ses droits à la couronne de France. Philippe de Navarre, envoie son défi au roi de France le 28 mai 1356. Les Navarrais, et particulièrement les seigneurs normands, passent en bloc du côté d'Édouard III qui, dès le mois de juin, lance ses troupes dans de redoutables chevauchées, en Normandie et en Guyenne.
Il ouvre aux Anglais la vallée de la Seine, s'enfermant dans Évreux, mais ne parvient pas à soulever la province. Il fut le lieutenant d'Édouard III d'Angleterre pendant la campagne de Normandie (1356-1357). Lors de la bataille de Poitiers en septembre 1356, il combattit sous les ordres du Prince Noir à la tête des Navarrais.
À la paix de Brétigny en 1360 entre Français, Anglais et Navarrais, c'est lui qui jura la paix. Son frère le roi de Navarre en fit son lieutenant général pour les terres qu'il avait en France et en Normandie.
Réconcilié avec le roi de France, il combattit aux côtés de Bertrand Du Guesclin.
En 1363, le roi de France, que le pape Urbain V venait de nommer capitaine général de la croisade, lui demanda de l'accompagner et lui en délégua les honneurs et fonctions, le nommant « maître et gouverneur de toutes ses gens à icelle emprise d'aler sur les mescreans Sarrazins ennemis de la foy », mais il mourut à Vernon dans l'Eure le 29 août 1363 et fut inhumé en l'église Notre-Dame-d'Évreux. Malgré sa vie guerrière, il n'est pas mort au combat mais au milieu de ses hommes, d'une indigestion ou bien d'une trop grande consommation d'alcool.

## Mariage et descendance
Il épousa en 1353 Yolande de Dampierre (fille de Robert de Cassel et de Jeanne de Bretagne), union qui fut sans postérité.
De sa maîtresse Jeannette d'Aisy il eut :
- Lancelot bâtard de Longueville à qui son oncle le roi Charles II fit un don en 1371, "tant qu'il demeurera en la compagnie du duc de Bretagne"
- Robine bâtarde de Longueville, son oncle Louis de Navarre lui fit un don en 1367